# وصفي التل
«صالح وصفي» «مصطفى وهبي» صالح المصطفى التل (1919 - 28 نوفمبر 1971)، سياسي ودبلوماسي ومناضل قومي أردني ووزير ورئيس وزراء سابق، وأحد أبرز السياسيين الذين أثبتوا حضورهم على الساحة الأردنية. تولى رئاسة الوزراء عدة مرات وشكل أول حكومة له عام 1962 خلفاً لحكومة بهجت التلهوني. تتدرج في المناصب الحكومية فعمل في وزارة الخارجية وكان سفيرًا للأردن في ألمانيا والعراق وإيران، كما شغل منصب رئيس التشريفات في الديوان الملكي ورئيس الديوان الملكي الهاشمي وكان عضوًا في مجلس الأعيان لعدة دورات.
ولد «صالح وصفي» عام 1919 (أو 1920) في بلدة (عرب كير) التركية، وهو نجل الشاعر مصطفى وهبي التل شاعر الأردن الملقب بعرار وأبرز شعراء الشعر العربي المعاصر. ينتمي وصفي إلى (آل التل) إحدى أشهر العائلات في مدينة أربد، والتي خدم العديد من رجالها في الدولة الأردنية وكان لها دور بارز في تاريخ الأردن منذ تأسيس إمارة شرق الأردن وحتى قيام الدولة الأردنية المستقلة عام 1946. عاش وصفي طفولته مع والدته في مدينة (عرب كير) حتى عام 1924، عاد بعدها إلى إربد برفقه جده لأمه، وعندما بلغ سن السادسة من عمره التحق بالمدرسة الابتدائية في إربد وأنهى تعليمه الإبتدائي والثانوي في مدارسها، ثم أُرسل في بعثه دراسية إلى الجامعة الأمريكية في بيروت لمواصلة دراسته الجامعية وتخرج منها عام 1941 بدرجة البكالوريوس في العلوم والفلسفة.
برزت توجهاته السياسية في عمر مبكر وخلال دراسته في الجامعة، تأثر في أفكاره السياسية بحركة القوميين العرب وشارك في تأسيس جمعيات سريّة أثناء الدراسة لدعم النضال العربي ضد إسرائيل وتحقيق الآمال العربية في الوحدة وإقامة الدولة الفلسطينية المستقلة. التحق في خدمة الجيش البريطاني في فلسطين وتخرج من الكلية العسكرية في قرية صرفند، سُرِّح من الخدمة العسكرية عقب انتهاء الحرب العالمية الثانية بسبب ميوله القومية والعربية، وعمل في المكتب العربي في القدس التابع لجامعة الدول العربية وكان أحد أعضاء اللجنة المعنية بكتابه تقرير عن قضية عرب فلسطين وتقديمه للجنة التحقيق في الأمم المتحدة. التحق وصفي أيضًا بجيش الإنقاذ الفلسطيني بقيادة فوزي القاوقجي، وشارك في العمليات العسكرية في فلسطين وتسلم قيادة كتيبة اليرموك الرابعة.
اقترن اسم وصفي على الدوام في نفوس الأردنيين بالإخلاص والتفاني وتحقيق المنجزات، عمل على جميع المستويات الداخلية والخارجية من أجل الأردن، واكتسب شعبية واسعة بين أبناء الشعب الأردني لشجاعته ونظافة يده وقيادته حربًا ضد الفساد وهدر المال العام، أعلن في عدة مناسبات بأنه سيقطع اليد التي تمتد إلى أموال الناس، اهتم بتطوير الأردن على مختلف المجالات وكان قريبًا من كل الأردنيين فخصص يومًا من كل أسبوع لاستقبال المواطنين والاستماع إلى مشاكلهم ومطالبهم.
كان وصفي مقتنعًا بأن الأردن قادر على الاكتفاء ذاتيًا فيما يتعلق بالأمن الغذائي، فأنشأ مشاريع وطنية عديدة لدعم هذا التوجه وكانت الأرض بالنسبة له وما تنتجه هي نفط الأردن، عمل وصفي على إنشاء مؤسسات وطنية قادرة على جعل الأردنيين يعتمدون على أنفسهم في كل شيء متحررين من ضغوط الديون والمنح من الغير، وشهد الأردن في عهده العديد من المشاريع الإقتصادية والزراعية والتعليمية التي كان لها أكبر الأثر في نهضة الأردن، ففي عهده تم شق قناة الغور الشرقية (قناة الملك عبد الله)، وتأسيس الجامعة الأردنية وبناء سد الملك طلال الذي تم على أثره استصلاح آلاف الدونمات للزراعة في منطقة الأغوار الوسطى، بالإضافة إلى إنشاء الطريق الصحراوي أحد مشاريع النقل الحيوية في ربط شمال الأردن ووسطه مع محافظات الجنوب، كما شهد عهده تأسيس شركة الفوسفات وشركة البوتاس وتوسع الساحل الأردني على خليج العقبة لمسافة 100 كيلو متر جنوبًا، وتأسيس التلفزيون الأردني ومحطة الأقمار الصناعية ومستشفى الجامعة الأردنية وجريدة الرأي وإنشاء حزب الاتحاد الوطني ليكون دافعًا للحياة السياسية والحزبية في البلاد وغيرها من المنجزات التي جعلت من وصفي من أبرز السياسيين الذين طُبعت أسمائهم في ذاكرة الأردنيين لعدة أجيال.
تعاون وصفي التل الذي كان رئيسًا للوزراء آنذاك مع حابس المجالي في السبعينات لشن هجوم على قواعد الفدائيين في الأردن الذين كانوا يهددون العرش الهاشمي ويستخدمون الأراضي الأردنية للقيام بهجمات ضد إسرائيل، ودارت معارك بين الطرفين عُرفت تاريخيًا باسم (أيلول الأسود) بلغت ذروتها عندما خطف الفدائيون ثلاث طائرات مدنية وأجبروها على الهبوط في الزرقاء، واعتقلوا المواطنين الأجانب كرهائن، ثم قاموا في وقت لاحق بنسف الطائرات أمام الصحافة الدولية. شن الجيش الأردني وسلاح الجو بالطائرات والدبابات عدة هجمات على الفدائيين وقضى على آخر معاقل منظمة التحرير الفلسطينية وبقية المنظمات في مناطق جرش وعجلون وقُتِل في هذا الهجوم عدد كبير من قيادات منظمة التحرير الفلسطينية.
كان وصفي صاحب فكر قومي متحرر يشارك في جميع الندوات والمؤتمرات التي تعقد في العديد من دول العالم نصرة للقضية الفلسطينية وكان يردد على الدوام أن أفضل وسيلة لمقارعة العدو الإسرائيلي هي المقاومة الشعبية بسبب ما حصلت عليه إسرائيل من أسلحة ومعدات حربية متطورة من الدول الغربية فاقت في حجمها وتاثيرها جميع الدول العربية مجتمعة.
غادر وصفي التل إلى القاهرة لحضور اجتماع لجامعة الدول العربية مع الوزراء والزعماء العرب، ووُجِّهت عدة نصائح له بعدم المشاركة لوجود تهديد حقيقي على حياته إلا أنّه أصر على الذهاب، وفي نهاية الاجتماعات وأثناء عودته إلى الفندق، أغتيل وصفي التل في ردهة فندق الشيراتون في القاهرة بعدة رصاصات على يد أعضاء من منظمة أيلول الأسود، كان وصفي هو ثالث شخصية سياسية أردنية بارزة اُغتِيلَت بين عامي 1951 و1971 أولهما الملك عبد الله الأول والثاني هو رئيس الوزراء هزاع المجالي. اعتقل الأمن المصري المنفذين لكن السلطات المصرية أفرجت لاحقًا عنهم دون عقاب ولا محاكمة.
نقل جثمان وصفي التل إلى عمّان في 28 نوفمبر، وفي اليوم التالي شيّعه الآلاف في الأردن وساروا خلف نعشه الذي حُمل في موكب عسكري مهيب يتقدمهم كبار المسؤوليين في الدولة وعلى رأسهم الملك الحسين حتى وصل موكب الجنازة أخيرًا إلى المقابر الملكية ودفن وصفي هناك، نقل جثمانه لاحقًا إلى ساحة بيته في غرب صويلح والذي تحول إلى متحف وطني يزوره الآلاف في كل مناسبة وطنية إحياءًا لذكراه.

## نشأته

### طفولته وتعليمه
وُلِد صالح وصفي لعائلة بسيطة تنحدر من مدينة إربد في شمال الأردن، والده هو الشاعر مصطفى وهبي التل الملقب بعرار أحد أشهر الشعراء في الشعر العربي المعاصر ولقب بشاعر الأردن، أما والدته منيفة إبراهيم بابان فهي من أصول كردية عراقية. تختلف المصادر اختلافًا كبيرًا بالإشارة إلى مكان وتاريخِ ميلاد وصفي، تذكر بعضها أنه وُلد في 19 يناير 1919 في بلدة (عرب كير) التركية التابعة لولاية معمورة العزيز في منطقة الأناضول الشرقية وكانت البلدة حينها تتبع أراضي الأكراد شمال العراق، ومما يؤكد هذه الرواية هو ما ذكره رئيس الوزراء الأردني الأسبق معروف البخيت في دراسة قدمها في إحدى الندوات سنة 2010 ونشرتها صحيفة الرأي الرسمية بمناسبة ذكرى اغتيال وصفي التل أنه ولد عام 1919 في بلدة عرب كير في شمال العراق، وعاش حتى عام 1924 في منزل جده لأمه الكردي إبراهيم بابان. إلا أن بعض الصحف والوثائق الرسمية الأخرى تذكر أن وصفي وُلِد عام 1920 في مدينة إربد. بينما ذُكر في كتاب (وصفي التل مشروع لم يكتمل) للباحثة والكاتبة الصحفية ملك يوسف التل أن ولاده وصفي كانت في أغسطس عام 1920. 

وصفي التل مع والده الشاعر مصطفى وهبي التل.

كان مصطفى التل والد وصفي على سفر واضطراب دائمين، فضرب في سبيل العلم في الأرض، ورحل من إربد إلى بلدة عرب كير حيث كان يقيم عمه علي نيازي التل (الذي كان يعمل في سلك القضاء في البلدة) لإكمال دراسته الجامعية، أقام مصطفى التل في تلك البلدة وتزوج هناك من منيفة وهي من أسرة (آل بابان) الكردية، أما أسرة (آل التل) التي ينتمي إليها وصفي فهي إحدى أشهر العائلات في مدينة إربد وكان لها دور بارز في مجال التعليم في نهاية العهد العثماني، وواصلت دورها الوطني منذ تأسيس الإمارة الأردنية عام 1921، وقدمت عدداً من الرجال البارزين للحياة السياسية والنيابية والاجتماعية والبلديات في الأردن.
غادر مصطفى التل البلدة مع عمه علي نيازي التل بعد وقت قصير من زواجه عائدًا إلى إربد وقبل ولاده وصفي، فعاش وصفي طفولته المبكرة في بلدة (عرب كير) وبقي فيها مع والدته حتى عام 1924، في يونيو عام 1925 أرسل مصطفى التل صورته إلى زوجته وابنه البكر الذي وُلِد ولم يره وكتب على ظهر الصورة كلمات شوق يخاطب فيها وصفي قائلا: «إلى ولدي الذي بلغ من العمر أربع سنين ولم أَرَ وجهه؛ إلى من حوله يدور محور أحلامي في الليل وموضوع أفكاري في النهار. إلى من تحنُ مرآةُ روحي ويشتاقه قلبي. إلى ولدي صالح وصفي التل أقدم رسمي هذا».
ولم تمض أيام على وصول الصورة إلى أم وصفي بكل ما تحمله من عبارات مؤثرة حتى غادرت ديار أهلها بصحبة والدها إلى إربد لتكون إلى جوار زوجها. وصل وصفي إلى إربد برفقه والدته وجده لأمه (إبراهيم بابان) والذي سلمه لجده لأبيه (صالح المصطفى التل) الذي كان موظفًا إداريًا في وزارة الداخلية آنذاك وعلى قدر من العلم والمعرفة فتولاه بالرعاية والتربية، كانت تقلبات الحياة قاسية على مصطفى وحرمت ابنه وصفي من التمتع بحنان ورعاية الأب الدائمة، تعرض مصطفى لمحن كثيرة بسبب مواقفه المعادية للإنجليز واعتُقل عدة مرات، فما يكاد يغادر السجن حتى يعود اليه ثانية.
وفي عام 1926 عندما بلغ سن السادسة من عمره، التحق وصفي بالمدرسة الابتدائية في إربد، واستمر في دراسته الابتدائية والاعدادية في مدارسها حتى عام 1936، انتقل وصفي من (ثانوية إربد) إلى مدرسة السلط التجهيزية (الثانوية الكاملة) عندما عُين والده مدعي عام للسلط، وأكمل تعليمه الثانوي فيها وتخرج منها في عام 1938، ثم أُرسل وصفي في بعثه دراسية إلى الجامعة الأمريكية في بيروت لمواصلة دراسته الجامعية ودرس فيها الطبيعيات (الفيزياء والكيمياء) بالإضافة إلى الفلسفة، وتخرج من الجامعة الأمريكية عام 1941 حاملًا درجة البكالوريوس في العلوم والفلسفة.

### نشاطه السياسي

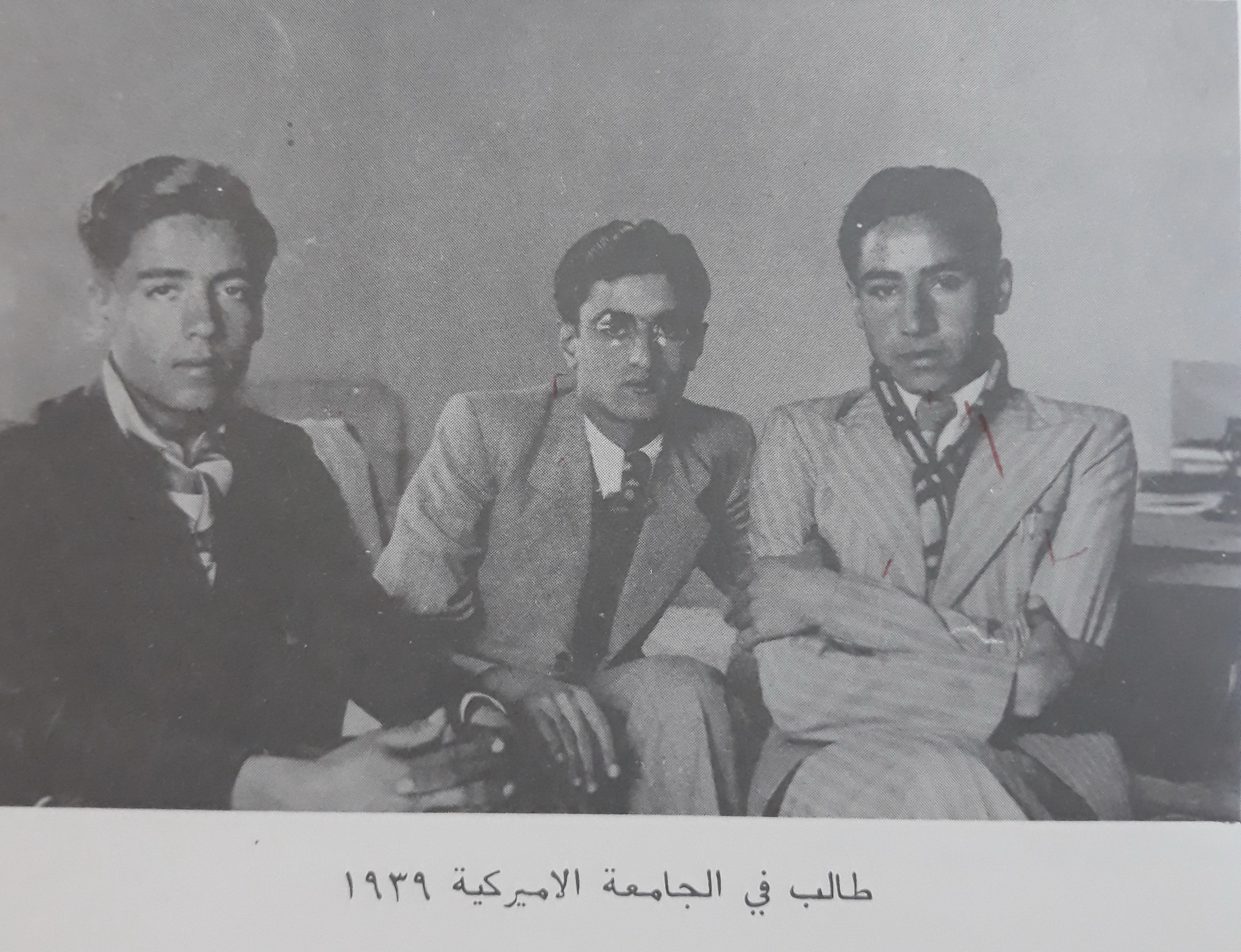
وصفي التل (الأول من اليسار) خلال دراسته في الجامعة الأمريكية عام 1939. ويظهر في الصورة حمد الفرحان (الأول من اليمين) وخليل السالم (في الوسط).

درس وصفي في بيروت مع رفاق دربه خليل السالم، وحمد الفرحان، وأبو رضوان الصمادي، والمحامي سلمان القضاة (وهو عضو سابق في البرلمان الأردني) والقاضي محمود ضيف الله الهناندة. كان معظم أصدقاء وصفي من رجال الدولة المعروفين خلال الأربعة العقود الأخيرة من القرن العشرين وتأثر في أفكاره السياسية بحركة القوميين العرب التي كانت على خلاف مع حركة القومية السورية. كما شارك وصفي في تأسيس جمعيات سريّة أثناء الدراسة (الكف الأسود، وجمعية الحرية الحمراء) مع رفاق الدراسة أمثال: حمد الفرحان وشفيق ارشيدات وإسماعيل النابلسي وهزاع المجالي وآخرون، وتدرَّب على صناعة المتفجرات وإلقاء القنابل وشارك بالمظاهرات أيام الثورة الفلسطينية عام 1936.
تعرَّف وصفي وبعض رفاقه أثناء دراسته في الجامعة على مختلف الحركات القومية التي كانت تستقطب الطلاب العرب وخاصة الجدد لشعوره القوي بالقضايا القومية. ناقش وصفي العديد من ناشطي هذه الحركات، ثم قرر الالتحاق بحركة القوميين العرب بعد قناعة. كانت الحركة تقوم على المفهوم القومي العام ولم يكن لها برامج واضحة حول القضايا الاقتصاديّة والاجتماعية، فالاعتقاد السائد لدى منتسبي الحركة هو أنه لا مفر من المواجهة مع الصهيونية وأن الصدام أمر حتمي، كما أن المعركة مع قوى الاستعمار البريطاني والفرنسي الداعمة للمشروع الصهيوني قادمة لا محالة، لذا لابد من التدرّب على حمل السلاح. وبالفعل بدأ شباب حركة القوميين العرب بالتدرب على استخدام السلاح في أحراج لبنان، وكان وصفي في الطليعة منهم، وغالبًا ما نشبت نقاشات بين ناشطي القوميين العرب والقوميين السوريين؛ تحتدّ وتتطور أحياناً إلى صدامات وعراك أدت في إحداها إلى أصابة وصفي.
ومع بدء الحرب العالمية الثانية عام 1939، تعاطف الكثير من العرب مع ألمانيا لموقفها العدائي من اليهود ولأنها تقاتل بريطانيا وفرنسا اللتان كانتا ينظر إليهما كأعداء للأمة العربية. بعد قيام حركة رشيد عالي الكيلاني الانقلابية في العراق في أيار 1941، اشترك وصفي وزملاؤه في مظاهرات حاشدة غرب بيروت تأييداً لتلك الحركة وتحمّس بعضهم للقتال في صفوفها فسافروا إلى بغداد، لكنهم عادوا أدراجهم عندما وصلتهم أنباء فشل الحركة.

## حياته المهنية

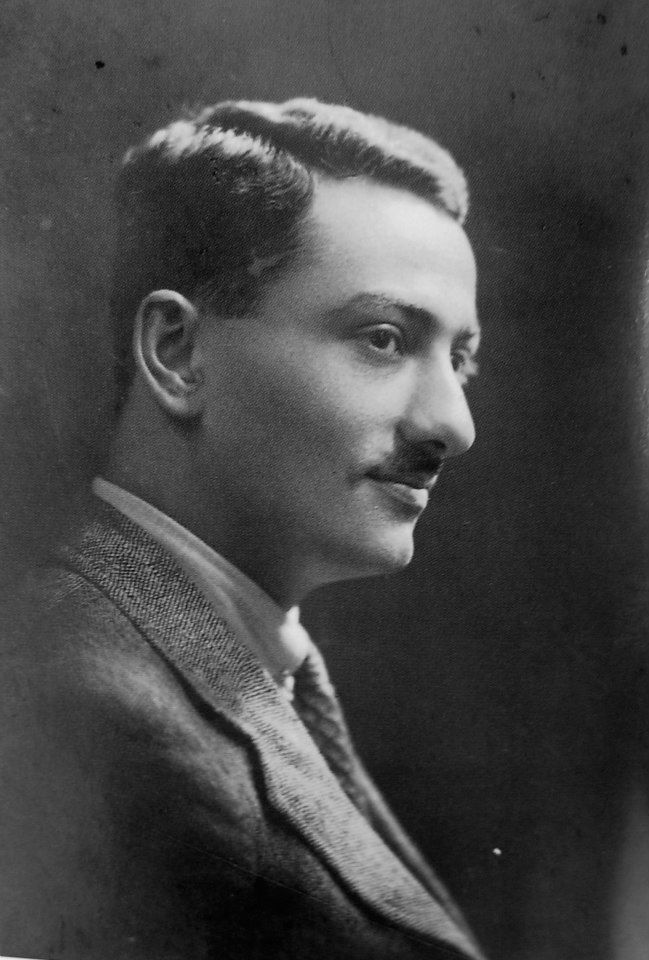
موسى العلمي، مدير المكتب العربي في القدس.

بدأ وصفي حياته الوظيفية بعد تخرجه من الجامعة عام 1941، فعين معلمًا في مدرسة الكرك، ثم نقل منها بعد شهر من تعيينه إلى مدرسة السلط الثانوية، روى بعض زملائه وطلابه إنه كان خلال الحصة يناقش القضايا الوطنية مع الطلاب بإسهاب ويستغرق وقتًا طويلًا في الحديث عن مخاطر المشروع الصهيوني وضرورة الوحدة العربية.
عُزل من وظيفته واعتقل في العام التالي 1942 عندما طالب بالإفراج عن والده الذي كان معتقلًا من قبل رئيس الوزراء آنذلك توفيق أبو الهدى، لكن الأمير عبد الله الأول أمر بإطلاق سراحه مع والده فخرج من السجن وكان قد قضى فيه ثلاثة شهور مع والده. وفي أواخر تلك السنة، التحق وصفي في خدمة الجيش البريطاني في فلسطين بعد أن التقى بالقائد العسكري رشيد عبد الفتاح وهو المسؤول عن التحاق الفلسطينيين والعرب بالجيش البريطاني، فدخل إلى الكلية العسكرية الإنجليزية في قرية صرفند، وتخرج منها برتبة ملازم ثان عام 1943 وكان التحاقه بالجيش البريطاني بناءً على أوامر من حركة القوميين العرب، وفي 1945 تم تسريحه من الخدمة العسكرية في الجيش البريطاني بعد انتهاء الحرب العالمية الثانية بسبب ميوله القومية العربية وكان برتبه نقيب.
تقدم وصفي بطلب للإلتحاق بالجيش الأردني لكن القائد البريطاني جون كلوب رفض طلبه بحجة أنه خريج جامعي.
عمل وصفي بعد تسريحه من الجيش في المكتب العربي في القدس التابع لجامعة الدول العربية والذي كان يديره موسى العلمي، ثم نُقل إلى مكتب لندن وعمل فيه حتى عام 1947. قدم وصفي في تلك الفترة رساله إلى العلمي شرح فيها أسلوب مواجهة القوات الصهيونية وإقترح إنشاء قوة عسكرية فلسطينية، تتألف من وحدات مقاتلة صغيرة، لمواجهة التنظيمات العسكرية اليهودية. كان وصفي أحد أعضاء اللجنة التي ألفها موسى العلمي لكتابه تقرير عن قضية عرب فلسطين وتقديمه للجنة التحقيق في الأمم المتحدة، إلا أنه استقال من اللجنة بعد قرار التقسيم، وفي نفس العام التحق وصفي بجيش الإنقاذ الفلسطيني بقيادة فوزي القاوقجي الذي شُكل إثر قرار الأمم المتحدة بتقسيم فلسطين، وشغل منصب المساعد العسكري لطه باشا الهاشمي المفتش العام لجيش الإنفاذ. فشارك في العمليات العسكرية في فلسطين خلال الفترة (1947م ـ 1949م)، وتسلم قيادة كتيبة اليرموك الرابعة التي رابطت في الجليل الشرقي من أراضي فلسطين وقد أصيب بجروح خلال تلك العمليات.
في عام 1949 حُلَّ جيش الإنقاذ الفلسطيني بعد التوقيع على الهدنة الثانية، وأُلحق بقايا الجيش بقوات الجيش السوري باسم قوات اليرموك، وكان وصفي برتبه مقدم، وبعدها اعتقل من قبل حسني الزعيم رئيس الدولة السورية في سجن المزة في دمشق بتهمة تدبير عملية انقلاب ضده، وبعد توسط شوكت شقير له عند حسني الزعيم، إطلق سراح وصفي وتم ترحيله إلى الأردن، ومنها سافر إلى القدس وعاد للعمل مرة أخرى مع موسى العلمي في المشروع الإنشائي في أريحا، لكن إقامته لم تطل هناك فعاد إلى عمان مرة أخرى.
بعد وصوله إلى عمان عاد وصفي مرة أخرى للعمل الحكومي وخلال الإثنتي عشرة سنة التالية؛ تقلد مسؤوليات عديدة وفي مواقع مختلفة سياسيّة وإعلاميّة ودبلوماسية، عمل في دائرة الاحصاءات العامة، وشغل منصب مأمور تقدير لضريبة الدخل، وفي 1953 تقدم بطلب للانتقال إلى وزارة الخارجية لكن طلبه رفض فاستمر في وظيفته حتى عام 1955. انتُدب من قبل دائرة الإحصاءات العامة للعمل مديرًا للتوجيه الوطني الإعلامي في عهد حكومة سعيد المفتي الثالثة في الفترة من 25 أكتوبر 1955 وحتى 18 فبراير 1956، حيث صدر أمر بإنهاء انتدابه وإعادته إلى دائرة الإحصاءات (ضريبة الدخل) مرة أخرى.
| "وصفي التل أقوى وأشرس رئيس وزراء مر على الأردن، وكان أكبر بكثير من رئيس وزراء وأقل بقليل من ملك" |
| —نبيل عمرو                                                                                       |

 كما شارك وصفي في إصدار مجلة الهدف عام 1950 تحت شعار «مجلة السياسة القومية والأدب القومي» مع كل من برهان الدجاني، وأنور الخطيب، ويحيى حمودة، وكان أبرز المساهمين فيها: حازم نسيبة، وعبد الله نعواس، وعرفات حجازي، وموسى الحسيني. نشر وصفي في أعداد المجلة قصة جيش الإنقاذ وكافة المعارك التي خاضها مع تحليل عسكري وتقييم لكل هذه المعارك.
لم يطل عمله في دائرة الإحصاءات العامة هذه المرة، فنقل للعمل في وزارة الخارجية في 15 مايو 1956 وتولى العديد من الوظائف الدبلوماسية وغير الدبلوماسية، أُرسل للعمل في السفارة الأردنية في بون (عاصمة ألمانيا الغربية) بوظيفة مستشار ومن هناك كتب إلى جمال عبد الناصر يعرض عليه استعداده للقتال ضد قوات العدوان الثلاثي، استمر في منصبه لمدة عام واحد ثم عُيِّن في 1957 رئيسًا للتشريفات في الديوان الملكي، ولكنه لم يمكث طويلًا في هذه الوظيفة، وفي نفس العام نُقل للعمل كقائم بأعمال السفارة الأردنية في طهران، أيران واستمر في المنصب حتى 1959، وبعدها عاد إلى عمان وتولى منصب مدير التوجيه الوطني والمدير العام للإذاعة الأردنية في عهد حكومة هزاع المجالي الثانية، وفي 1 ديسيمبر 1960 عين وصفي التل سفيرًا للأردن في بغداد واستمر في منصبه حتى يناير 1962، حين تأزم الموقف السياسي بين الأردن والعراق حول قضية استقلال الكويت وتم سحب السفراء بين البلدين.

## تشكيل الحكومة ورئاسة مجلس الوزراء

### الحكومة الأولى
شكَّل وصفي التل خمس حكومات أردنية خلال الفترة (1962 ـ 1971). ففي 28 من يناير 1962 عهد الملك الحسين إلى وصفي التل بتشكيل حكومته الأولى والتي ضمت 12 وزيرًا بما فيهم وصفي الذي تولى حقيبة الدفاع أيضًا، وفي 13 أكتوبر 1962 قدم أربعة وزراء استقالتهم وهم (عز الدين المفتي وزير المالية والجمارك، قاسم الريماوي وزير الزراعة والإنشاء والتعمير، عبد الوهاب المجالي وزير الاقتصاد، وحنا خلف وزير العدلية)، وصدرت إرادة ملكية بإجراء تعديل على الحكومة في اليوم نفسه.
وفي 14 أكتوبر 1962 جرى تعديل آخر على الحكومة، فتولى وصفي التل منصبًا جديدًا وأصبح رئيساً للوزراء ووزيراً للدفاع ووزيرًا للزراعة. استمرت الحكومة في عملها حتى 2 ديسمبر 1962 حيث قدمت استقالتها بعد ظهور نتائج الإنخابات النيابية، كان وصفي قد عين عضواً في مجلس الأعيان السادس خلال الفترة من 28 نوفمبر 1962 وحتى 31 أكتوبر 1963 حيث تم حل المجلس.
في عهد هذه الحكومة أعاد وصفي تنظيم أجهزة الدولة، وحارب الفساد الإداري كالرشوة والمحسوبية ورفع المستوى الوظيفي للإدارة. وتم تأسيس أول جامعة في الأردن، وتأسيس مؤسسة رعاية الشباب، ودائرة الثقافة والفنون، وبنك الإنماء الصناعي، كما تم إقرار برنامج السنوات السبع للتنمية الاقتصادية 1964- 1970. عمل وصفي من أجل كسب ثقة الحزبيين والمعارضين، فقد صادق مجلس الأمة في أوائل شباط عام 1962 على قانون للعفو العام شمل المعتقلين والفارين، إضافة للضباط الذين حكمت عليهم المحاكم بتهمة محاولة قلب نظام الحكم في أحداث عامي 1957 و 1958، ووعد في بيانه الوزاري أن تكون حكومته خادمة للشعب لا حاكمة له. عقد وصفي أكثر من جلسة لمجلس الوزراء في القدس، وأعلن أنها العاصمة الثانية للمملكة، وكان أول من أقر أن يكون عيد العمال عطلة رسمية، وكان يحرص على مشاركة العمال احتفالاتهم.

### الحكومة الثانية
شكَّل وصفي التل حكومته الثانية في 2 ديسيمبر 1962 مع تشكيل مجلس النواب الجديد، وقد تألفت هذه الحكومة من 13 وزيرًا بما فيهم وصفي، استمرت الحكومة في عملها حتى 27 مارس 1963 حين قدم وصفي التل استقالته من الحكومة، وبعدها أعيد تعيين وصفي التل عضوًا في مجلس الأعيان السابع للفترة من 1 نوفمبر 1963 وحتى 5 مارس 1967.

### الحكومة الثالثة
شكَّل وصفي التل حكومته الثالثة في 13 فبراير 1965 وضمت 16 وزيرًا، وفي 31 يوليو 1967 قدم خمسة وزراء استقالتهم وجرى التعديل الأول على هذه الحكومة في اليوم نفسه، وفي 12 فبراير 1966 قدم ثلاثة وزراء آخرين استقالتهم وصدرت في اليوم نفسه الإرادة الملكية بإجراء التعديل الثاني على الحكومة.
وفي 13 سبتمبر 1966 جرى التعديل الثالث على هذه الحكومة، حيث تبدلت بعض الحقائب الوزارية، استمرت الحكومة في أداء مهامها حتى 12 ديسمبر 1966 حين قدم وصفي التل استقالة حكومته.

### الحكومة الرابعة
عهد الملك الحسين لوصفي التل بإعادة تشكيل حكومة جديدة للمرة الرابعة في 22 ديسمبر 1966 وهو نفس اليوم الذي قدم به استقالة حكومته الثالثة، تألفت الحكومة من 12 وزيرًا، ولم يطرأ عليها أي تعديل وزاري واستمرت في عملها حتى استقالتها في 4 مارس 1967. وبعد استقالة وصفي التل كرئيس للوزراء، عُين في نفس اليوم رئيسًا للديوان الملكي الهاشمي واستمر في منصبه حتى 15 يونيو 1967، ثم عُين وصفي في مجلس الأعيان الثامن خلال الفترة من 1 نوفمبر 1967 وحتى 1 نوفمبر 1971.

### الحكومة الخامسة
شكل وصفي التل حكومته الخامسة في وقت كانت تمر فيه البلاد بحالة من الحوادث وفوضى الأمن الداخلي، إذ تولى فيها منصب وزير الدفاع والحاكم العسكري العام إلى جانب منصبه كرئيس للوزراء، تألفت الحكومة من 17 وزيرًا، وفي 22 مايو 1971 استقال 3 وزراء وجرى تعديل وحيد على هذه الحكومة، واستمرت في عملها حتى 28 نوفمبر 1971 حيث تم اغتيال وصفي التل الذي كان عضوًا في مجلس الأعيان التاسع خلال الفترة 1 نوفمبر 1971 وحتى وفاته.

## السياسة الداخلية والإصلاحات
اقترن اسم وصفي على الدوام في نفوس الأردنيين بالإخلاص والتفاني وتحقيق المنجزات وكانت له أيادي بيضاء في إنجاز عشرات المشاريع الحضارية. كان وصفي التل من أبرز السياسيين الذين أثبتوا حضورهم على الساحة الأردنية خلال عقد الستينات وأوائل السبعينات من القرن الماضي، عمل وصفي على جميع المستويات الداخلية والخارجية من أجل الأردن، واكتسب شعبية واسعة بين أبناء الشعب الأردني لشجاعته ونظافة يده وقيادته حربًا ضد الفساد وهدر المال العام، أعلن في عدة مناسبات بأنه سيقطع اليد التي تمتد إلى أموال الناس، اهتم بتطوير الأردن في مختلف المجالات وكان قريبًا من كل الأردنيين وخصص يومًا من كل أسبوع لاستقبال المواطنين والاستماع إلى مشاكلهم ومطالبهم.

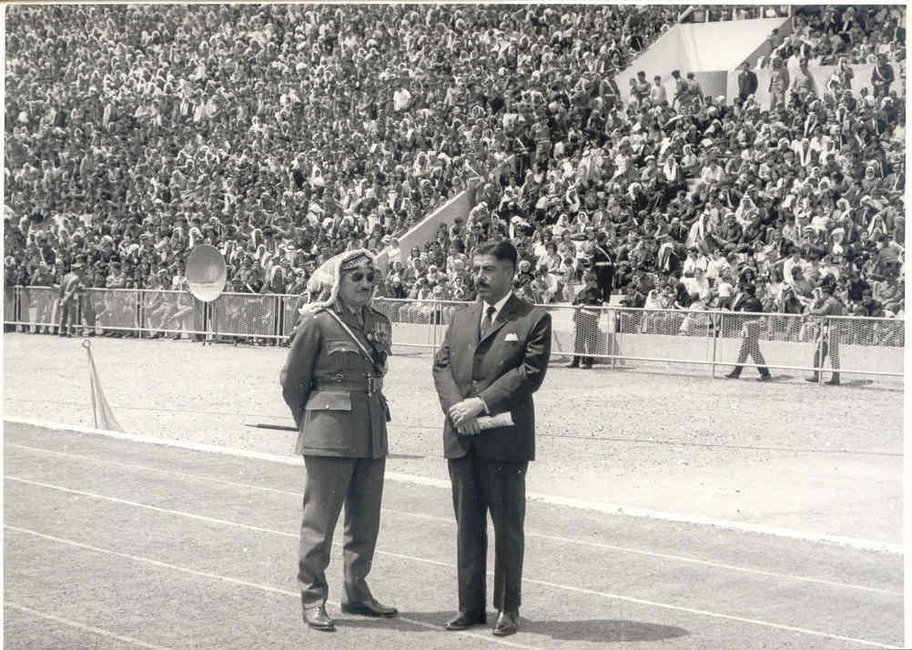
وصفي التل مع المشير حابس المجالي في ستاد عمان الدولي، وهتاف الجماهير حينها قائلين:«فوق التل تحت التل، إحنا رجالك وصفي التل».

كان وصفي مقتنعا بأن الأردن قادر على الاكتفاء ذاتيا فيما يتعلق بالأمن الغذائي وأن الأردن يجب أن يكون دولة زراعية من الدرجة الأولى لأنه يملك في هذا المجال إمكانيات ضخمة، ولم يكتف بالحديث عن الزراعة فقط بل مارسها على أرض الواقع وأنشأ مشاريع وطنية عديدة لدعم هذا التوجه وكانت الأرض بالنسبة له وما تنتجه هي نفط الأردن.
عرف وصفي بلقب بأبي الزراعة. ففي عهده تم شق قناة الغور الشرقية (قناة الملك عبد الله) التي نقلت مياه نهر الأردن ونهر اليرموك لأغراض الشرب لساكني إقليم الوسط من خلال محطة زي للمياه وكذلك ري المشاريع الزراعية في منطقة الأغوار الشمالية، كما أنشا الطرق الزراعية، ومنع البناء في المناطق الزراعية تحت المساءلة القانونية، وعقد لقاءات دورية مع المزارعين للاستماع إلى مشاكلهم والعمل على حلها. كما عُرف عنه عدم تساهله مع قاطعي الأشجار بقصد التحطيب والبيع، وطالب القضاة بتشديد العقوبات على المعتدين على الثروة الحرجية، وطلب من الفلاحين زراعة القمح السلعة الإستراتيجية الضرورية. ووضع برنامجًا لزراعة الجبال الجرداء بالأشجار الحرجية نفذه طلاب المدارس من خلال معسكرات الشباب الصيفية وحولها إلى غابات خضراء. يُذكر أن وصفي وقف مرة أمام سهول حوران الخصيبة قائلا: أن هذه الأرض ستطعم الشام كاملا من قمحها وبقلها لو وجدت القليل من الاهتمام. كان وصفي يؤمن إيمانا حقيقيا بقوة الأردن وقدرته على أن يكون دولة مجابهة مع أعداء الأمة من خلال إنشاء مؤسسات وطنية قادرة على جعل الأردنيين يعتمدون على أنفسهم في كل شيء متحررين من ضغوط الديون والمنح من الغير.

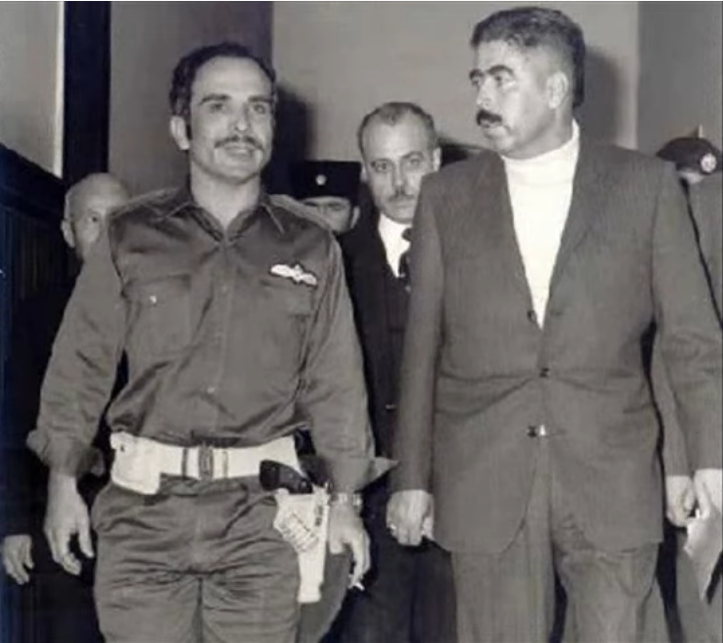
وصفي التل مع الملك حسين

وفي عهد حكومته الأولى عام 1962 تأسست الجامعة الأردنية كأول صرح علمي في الأردن، وافتتحها مع الملك الحسين وأصبح عضوًا في مجلس أمناء الجامعة، ويُذكر أنه ألقى محاضرة في مدرج كلية الاقتصاد والتجارة في الجامعة في 1 يونيو 1970، تلاه مشروع سد الملك طلال الذي تم على أثره استصلاح آلاف الدونمات في منطقة الأغوار الوسطى والتي شكلّت فيما بعد سلة غذاء الأردن وأحد الروافد الداعمة للاقتصاد الأردني في مجال تصدير الخضار والفواكه للدول المجاورة. كما أنشأ الخط الصحراوي وهو أحد مشاريع النقل الحيوية وشكل العصب الرئيسي في ربط شمال الأردن ووسطه مع محافظات الجنوب مرورًا بمحافظات الكرك والطفيلة ومعان وصولًا إلى مدينة العقبةـ حيث أسهم هذا الطريق في زيادة حجم صادرات الأردن من الفوسفات وزيادة حجم واردات الأردن عبر ميناء العقبة إلى الأسواق المحلية الأردنية، إضافة إلى استصلاح الأراضي الزراعية في مناطق عديدة من الصحراء الأردنية الوسطى وخاصة في منطقة الظليل حيث كان وصفي أول من بادر إلى استصلاح الأراضي في المنطقة المذكورة لأغراض الزراعة.
وفي عهده تأسست شركة الفوسفات وشركة البوتاس لاستغلال ثروات البحر الميت وتوسع الساحل الأردني على خليج العقبة لمسافة 100 كيلو متر جنوبًا. وتأسس التلفزيون الأردني ومحطة الأقمار الصناعية التي باتت تشكل نقطة تواصل الأردن مع العالم الخارجي وتأسس مستشفى الجامعة الأردنية وتم تطوير مستشفى البشير ليكون أهم صرح طبي في العاصمة عمان، كما قرر وصفي تأسيس جريدة الرأي لتكون ناطقة باسم الدولة الأردنية، وإنشاء حزب الاتحاد الوطني ليكون دافعًا للحياة السياسية والحزبية في البلاد.
| إن كل قروض العالم ومساعداته لا تكفي لبناء الوطن وتشييده وانما يبنى الوطن ويشاد بعرق المواطنين وتضحياتهم ، بسواعدهم الملتفة وعزائمهم المتحدة، بسهرهم الدائب وتعبهم الموصول، بارادتهم التي لا تقهر وايمانهم الذي لا يضعف ولا يلين. |
| —وصفي التل |

كان وصفي يؤمن بأن الشباب هم مستقبل الأردن فأولاهم أهمية كبيرة، فأسس مدينة الحسين للشباب (التي كانت المتنفس الوحيد للشباب والأندية الرياضية) ومؤسسة رعاية الشباب ومعسكرات الحسين للعمل والبناء ودائرة الثقافة والفنون. كما أوعز بإلغاء السجلات الأمنية للعديد من السياسيين والحزبيين، وأمر بحرق ملفاتهم في أفران النار في مصنع الاسمنت بالفحيص، وسمح بعودة العديد من السياسيين وعين عددًا منهم في مناصب قيادية منهم نذير رشيد وعلي أبو نوار وعلي الحياري وعبد الله الريماوي وغيرهم. كما رفض فكرة السماح بترخيص المدارس الخاصة في الأردن، لأنه يعي تمامًا ما يعانيه المواطن الأردني من شح في الموارد والإمكانيات المادية، فوقف ضد كل من أراد أن يتاجر في قضية التعليم في الأردن.
في عام 1963 زار وصفي مدينة الخليل وكان برفقته المشير حابس المجالي وعدد من الوزراء، فقال له رئيس البلدية محمد الجعبري : أهالي الخليل عطشانين يا أبو مصطفى”. فالتفت وصفي إلى عمر عبد الله دخقان مسئول المياه في الأردن الذي كان يرافقه وقال له : ” يا عمر فيه بئر مياه بالقرب من مخيم الفوار جنوب الخليل، فرد عليه عمر : نعم البئر ممتاز ولكنه مغلق. فالتفت وصفي إلى حابس باشا وقال له :” يوجد بالعقبة مواسير سريعة الربط، خلي هندسة الجيش تجلب المواسير وبدي الخليل تشرب من مياه الفوار خلال أسبوع “. فقام سلاح الهندسة بتوصيل المواسير ببعضها لمسافة 30 كيلومترا، وشربت الخليل من مياه الفوار فعليا خلال أسبوع.
كما حدثت في عهده أزمة تمثلت بعدم وجود مادة السكر في المحلات التجارية في جميع انحاء الأردن، واشتكى له وزير الاقتصاد الوطني انذاك من امتناع وكيل مادة السكر في الأردن عن توفير مادة السكر للمواطنين، بادر وصفي إلى الاتصال مع الوكيل وأبلغه انذارًا شفويًا بضرورة توفير السكر في غضون ثلاث ساعات وبالفعل تم توفير السكر في جميع المحال التجارية بصورة عاجلة. ويذكر المؤرخين بأن وصفي وفي أحد المؤتمرات الصحفية أخطأ في النحو، فقال له أحد الصحفيين: دولة الرئيس مخزونك النحوي قليل!.. فرد عليه وصفي: لكن مخزوني الأردني كثير وهذا يكفي.

## السياسة الخارجية

### الحرب العالمية الثانية وحرب 1948
بعد إنهاء الدراسة انضم وصفي إلى الجيش البريطاني وشارك في الحرب العالمية الثانية وشارك مع الثوار اليوغسلاف، وأصبح ضابطاً في الكلية الحربية البريطانية ووصل لرتبة رئيس فيها، لكنه سرح من الخدمة في نهاية المطاف بسبب ميوله إلى القومية العربية، وبعد عودته إلى الأردن تدرج في المناصب الادارية والعسكرية، فالتحق بجيش الجهاد المقدس بقيادة فوزي القاوقجي، وحارب في فلسطين سنة 1948 وقاد فوج اليرموك في الحرب. تولى شؤون الحركات الحربية فيه، ثم قاد اللواء الرابع في الجليل.

### القضية الفلسطينية
كيَّف وصفي حياته فكراً وعملاً من أجل فلسطين، وكان من العرب القلائل الذين امتلكوا نظرية مدروسة متكاملة للرد على إسرائيل، وكانت نظريته تقوم على أساس أن الرد على العدو الصهيوني لا يتحقق إلا من خلال قيام دولة عربية متحدة إلى الشرق من الكيان الصهيوني، تشمل الأردن وسوريا والعراق، لان قيام هذه الدولة هو الضمان الحقيقي لمحاصرة إسرائيل ثم دحرها خارج الوطن العربي، وفي رأيه فأن قيام هذه الدولة هي علامة بارزة في طريق الوحدة العربية، بصرف النظر عن أي أسلوب أو وسيلة تستخدم لتحقيقه.
اقترح وصفي التل تطوير أربع جبهات رئيسة ثلاث منها دفاعية ورابع للهجوم والتصدي، والجبهات الدفاعية هي : الجبهة الشمالية لسوريا، والجبهة الشرقية للأردن، والجبهة الجنوبية لمصر، أما الجبهة الرابعة فسماها الجبهة الوسطى، وتتشكل بصورة رئيسية من الفلسطينيين، وتعمل داخل الأراضي العربية المحتلة لاستنزاف العدو، وتتحرك وتهاجم من جميع الجهات ومن الداخل في إطار إستراتيجية عربية محددة للمواجهة. وعلى أساس هذا المشروع الذي طرحه وصفي التل، اتفق مع قادة المقاومة في الأردن على إعداد كوادر الجبهة الوسطى، وطلب اختيار ما يعادل مجموعة لواء ليعاد تدريبه في معسكرات تدريب القوات الأردنية الخاصة على هذا النوع من القتال. وكان يردد دائما: سأجعل كل فرد من أفراد قوات هذه الجبهة الوسطى من خلال التدريب المكثف، يكافئ في قدرته على الصمود وكفايته في القتال عشرة من المقاتلين العاديين.

### حرب 1967
| "لم أكن مرتاحاً على تطور الأمور على هذا الشكل؛ لأنني كنت أتوقع حدوث ما حدث، وما توانيت لحظة واحدة في تحذير أصحاب العلاقة، ولكنهم أصموا آذانهم عن سماعي. كان رأيي أننا غير مستعدين للحرب. وكنا قد قررنا تعزيز دفاعنا لحماية خطوط الهُدنة، وتفادي كل ما من شأنه إعطاء إسرائيل مبرراً لاستدراجنا قبل الأوان إلى نزاع مسلح. لقد كان بوسعنا أن نتفادى هذه الحرب التي سبقت أوانها." |
| —مقابلة مع وصفي التل أجراها الصحفيان الفرنسيان فيك فانس وبيار لوير. |

كان وصفي آنذاك رئيساً للديوان الملكي الهاشمي، وكان موقفه من حرب حزيران واضحًا ويتلخص على عدم الدخول في الحرب مهما كانت الأسباب ومهما كانت المبررات والدوافع، من وجهة نظره أن الظروف والمعطيات السياسية والعسكرية للدول العربية آنذاك كانت تؤكد بوقوع الهزيمة. وعلاوة على ذلك وبالنسبة للأردن الكارثة هي باحتلال الضفة الغربية والقدس العربية. كان غير موافق على توقيت الحرب مع إسرائيل وليس على مبدأ الحرب. وعلى امتداد اليوم السابق ليوم الحرب أي يوم الأحد 4 يونيو، كان وصفي، ثائراً منفعلاً عصبي المزاج، وكان يردد باستمرار: أن الخطر الداهم يزحف نحو أمتنا العربية وأن الهزيمة قادمة وأن الكارثة مقبلة على الأردن، ولا سبيل لدفع كل ذلك عن الأردن إلا بعدم دخول الحرب. وكان يجيب على الاستفسارات التي توجه إليه بقوله: «إذا دخلنا الحرب، فإن الهزيمة والكارثة قادمتان لا محالة». بعد انتهاء الحرب بثلاثة أيام استقال وصفي من منصبه، كان وصفي يرى أنه لا يمكن الوصول إلى حل مشرف إلا بالحرب، وإن إسرائيل لن تنسحب من الأراضي المحتلة بغير قتال.

### أحداث أيلول الأسود
كان وصفي آنذاك رئيس الوزراء، حيث بعد معركة الكرامة شُجِع العرب للإلتحاق بالمنظمات الفلسطينية المختلفة ومنها حركة فتح والجبهة الشعبية لتحرير فلسطين ، ولكن أصبحت طموحات رؤساء المنظمة فيما بعد الوصول إلى الحكم الأردني وإسقاط الملك الحسين بن طلال، فأنكر أول رئيس لمنظمة التحرير الفلسطينية أحمد أسعد الشقيري، فقال أن لا يوجد للأردن أي حق في الوجود. وقال أن الأردن هو إنشاء استعماري ليس لهُ أساس تاريخي. وقد اقتطع على نحو غير مبرر من حدود دولة فلسطين التاريخية، التي تمتد من البحر الأبيض المتوسط إلى الصحاري السورية والعراقية.

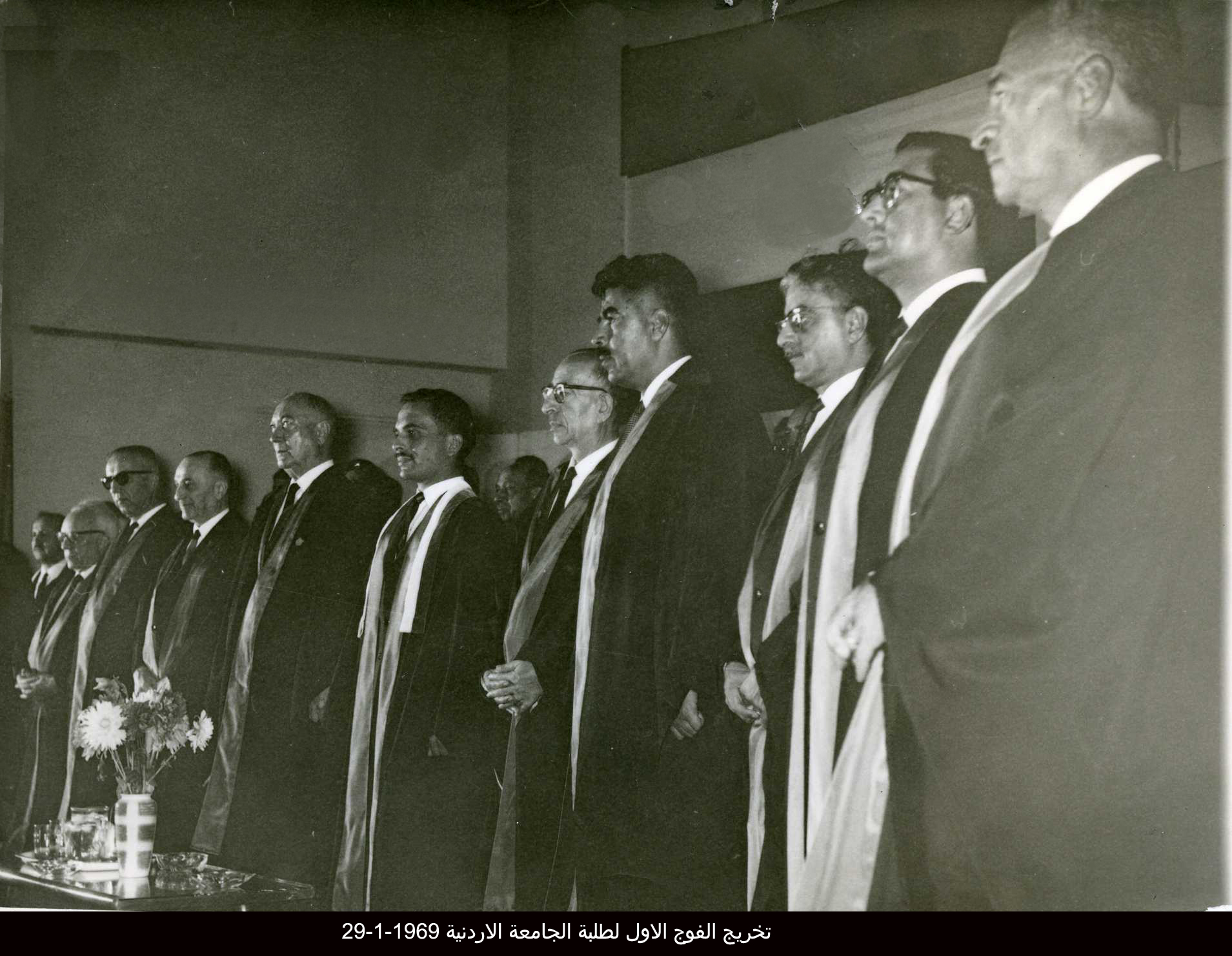
حفل تخريج الفوج الأول للجامعة الأردنية في 29 يناير 1969، ويظهر في الصورة وصفي التل والملك الحسين بن طلال.

وبالمثل، ادعت منظمة التحرير الفلسطينية في ظل زعامة ياسر عرفات، أنه لم يكن هناك مبرر تاريخي لفصل الأردن عن فلسطين، لأن البلدين كانا في الأساس وحدة واحدة. في أوائل تشرين الثاني / نوفمبر 1968 هاجم الجيش الأردني جماعة فدائية اسمها «النصر» بعد أن هاجمت هذهِ الجماعة الشرطة الأردنية.
لم يكن جميع الفدائيين الفلسطينيين يؤيدون إجراءات تلك الجماعة لكن الرد الأردني كان يهدف إلى إرسال رسالة مفادها أنه ستكون هناك عواقب على تحدي سلطة الحكومة. وبعد وقوع الحادث مباشرة وافق الطرفان على اتفاق النقاط السبع بين الملك حسين والمنظمات الفلسطينية لضبط سلوك الفدائيين غير القانوني ضد الحكومة الأردنية.
لم تتمكن منظمة التحرير الفلسطينية من الوفاء بالاتفاق، وأصبحت تبدو أكثر فأكثر كدولة داخل دولة الأردن. حلّ ياسر عرفات محل أحمد أسعد الشقيري رئيساً لمنظمة التحرير الفلسطينية في شباط / فبراير 1969. كان الانضباط في مختلف الجماعات الفلسطينية فقيراً ولم يكن لدى منظمة التحرير الفلسطينية سلطة مركزية للسيطرة على الجماعات المختلفة.
وضع الفدائيين نقاط تفتيش في الطرق وأخذوا بجباية الأموال «الضرائب» من المدنيين محاولين ابتزازهم. ومن هنا زادت حدة الأمور حيث كان هناك الكثير من الاشتباكات العنيفة التي وقعت بين الفصائل الفلسطينية وقوات الأمن الأردنية ما بين منتصف عام 1968 ونهاية عام 1969.

تقرر في مقر القيادة العامة للقوات المسلحة الأردنية في عمّان الاتفاق بضرورة توجيه ضربة استئصالية ضخمة وبقوات متفوقة إلى كل المنظمات الفلسطينية داخل المدن الأردنية، وبدا أن الطريق وصل إلى نقطة اللاعودة، حيث وصلت الفوضى والتسيب التي سببها أعضاء المنظمات الفلسطينية إلى مستوى يفوق تحمل النظام السياسي في الأردن.

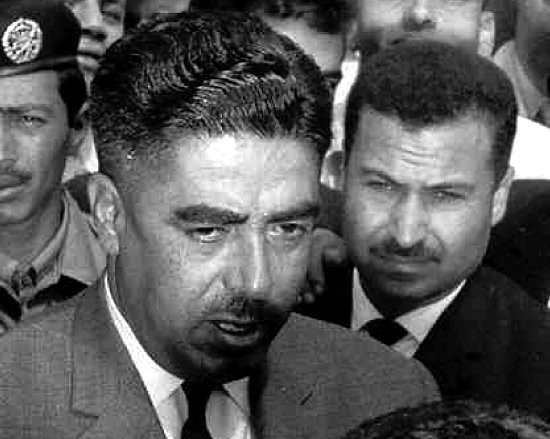
وصفي التل ويظهر في الخلف الشاعر حيدر محمود.

وكان الملك حسين يرغب بتوجيه ضربة عسكرية محدودة قد تحصر النشاط العسكري للفصائل داخل المخيمات وتعيد هيبة الدولة، بينما كانت المؤسسات العسكرية تنزع إلى توجيه الضربة الإستئصالية القاضية مستغلة التفوق العسكري لديها، وكان يقود هذا الرأي المشير حابس المجالي، ووصفي التل، وزيد الرفاعي، وزيد بن شاكر ومدير المخابرات الأردنية آنذاك نذير رشيد.
تعاون وصفي التل مع حابس المجالي، وفي يوم التالي بدأ الجيش بتنفيذ خطة «جوهر»، وحدثت اشتباكات بين الجيش والجبهة الشعبية لتحرير فلسطين بعد أن شكلت حركة التل. أطلقت حركة التل هجوماً على قواعد الفدائيين على طول طريق عمان - جرش في شهر يناير 1971، وأخرجهم الجيش من إربد في مارس / آذار. وبدأت الدبابات والمجنزرات الأردنية بالقصف المدفعي العنيف على مواقع المنظمات الفلسطينية، وبدأت المجنزرات والسكوتات باقتحام مخيم الوحدات ومخيم البقعة ومخيم سوف في عمّان ومخيم الزرقاء واجتياح فرق المشاة لشوارع مدن الزرقاء وعمّان وإربد لتنقيتها من المسلحين، حيث حدثت معارك ضارية فيها، وكان لشدة المقاومة في مخيم الوحدات السبب في دفع القوات الأردنية إلى زيادة وتيرة القصف والضغط العسكري الأمر الذي ضاعف الانتقادات العربية للأردن التي قابلها بالتجاهل. وفي نيسان / أبريل أمر وصفي التل منظمة التحرير الفلسطينية بنقل جميع قواعدها من عمان إلى الغابات بين عجلون وجرش.
قاوم الفدائيين في البداية لكنهم فاق عددهم وخرجوا يائسين بعد أن قصفوا بواسطة الطائرات. وفي تمّوز / يوليو حاصر الجيش آخر مجموعات الفدائيين البالغ عددهم 2،000 شخص من منطقة عجلون - جرش. استسلم الفدائيون أخيراً وسُمِح لهم بالمغادرة إلى سوريا، وفضل نحو 200 مقاتل عبور نهر الأردن للاستسلام للقوات الإسرائيلية وليس للأردنيين. وفي مؤتمر صحفي عقد في 17 يوليو  / تمّوز، أعلن الملك حسين أن السيادة الأردنية قد أعيدت تماماً، وأنه «لا توجد مشكلة الآن».
وما هي إلا شهور قلائل بعد أن اعتقد الجميع نهاية الحرب إلا أنه سرعان ما دب الصراع مجدداً بعد أن ضاق سكان القرى ذرعاً في مناطق جرش وعجلون من تجاوزات الفدائيين هناك، وبتخطيط من وصفي التل اجتاحت الأرياف قوات الجيش الأردني وسلاح الجو بالطائرات والدبابات وقضت على آخر معاقل منظمة التحرير الفلسطينية وبقية المنظمات، سُمي الاجتياح بهجوم عجلون (معركة الأحراش)، قُتِل بهجوم عجلون عدد كبير من قيادات منظمة التحرير الفلسطينية منهم أبو علي إياد. ويذكر أن أبو علي إياد قد أمر الفدائيون بقتل وصفي التل قبل وفاته، وقد ورد ذلك في كتاب صلاح خلف فلسطيني بلا هوية، لكن في نهاية المطاف قتله وصفي في أحراش عجلون، مما أثار غضب الفدائيين.

## الرحلة الأخيرة إلى القاهرة
بعد انتهاء الصدامات العسكرية بين السلطات الأردنية ومنظمة التحرير الفلسطينية في الأحداث التي عُرِفَت باسم أيلول الأسود. تقرر عُقِد اجتماع لجامعة الدول العربية في القاهرة مع الوزراء والزعماء العرب، وكان وصفي التل من المدعوين لحضور الاجتماع.

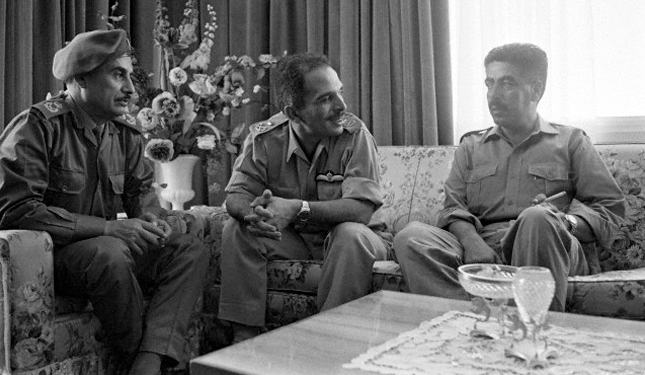
وصفي التل (يمين) مع الملك الحسين بن طلال وحابس المجالي في 17 سبتمبر 1970.

في 25 نوفمبر 1971 اختتم رؤساء هيئة أركان الجيوش العربية في القاهرة اجتماعاتهم التي كانوا قد بدأوها في اليوم السابق. وتقرر أن يبدأ مجلس الدفاع اجتماعاته يوم السبت 27 نوفمبر، ولما كان وصفي يتولى منصب وزير الدفاع إضافة لكونه رئيسًا لمجلس الوزراء فقد قرر أن يحضر بنفسه تلك الاجتماعات، وُجِّهت عدة نصائح لوصفي بعدم المشاركة لوجود تهديد حقيقي على حياته إلا أنّه أصر على الذهاب، حتى الملك الحسين نفسه كان يدرك خطورة الخطوة التي أقدم عليها وصفي وأنه يعرض نفسه لمجازفة كبيرة.
في يوم السفر حضر الملك حسين شخصيًا إلى المطار لوداع وصفي، واقترح عليه إلغاء السفر وإجراء تعديل وزاري يعين بموجبه إبراهيم الحباشنة كوزير للدفاع ليحضر الإجتماع بالنيابة عنه إلا أن وصفي رفض بشدة، كما ذكر مدير دائرة المخابرات العامة في الأردن وقتها الفريق نذير رشيد بأنهُ حذر وصفي بأن التيار الناصري يعد لاغتياله، فأجابه وصفي قائلا: «ما حدا بموت ناقص عمر والأعمار بيد الله».

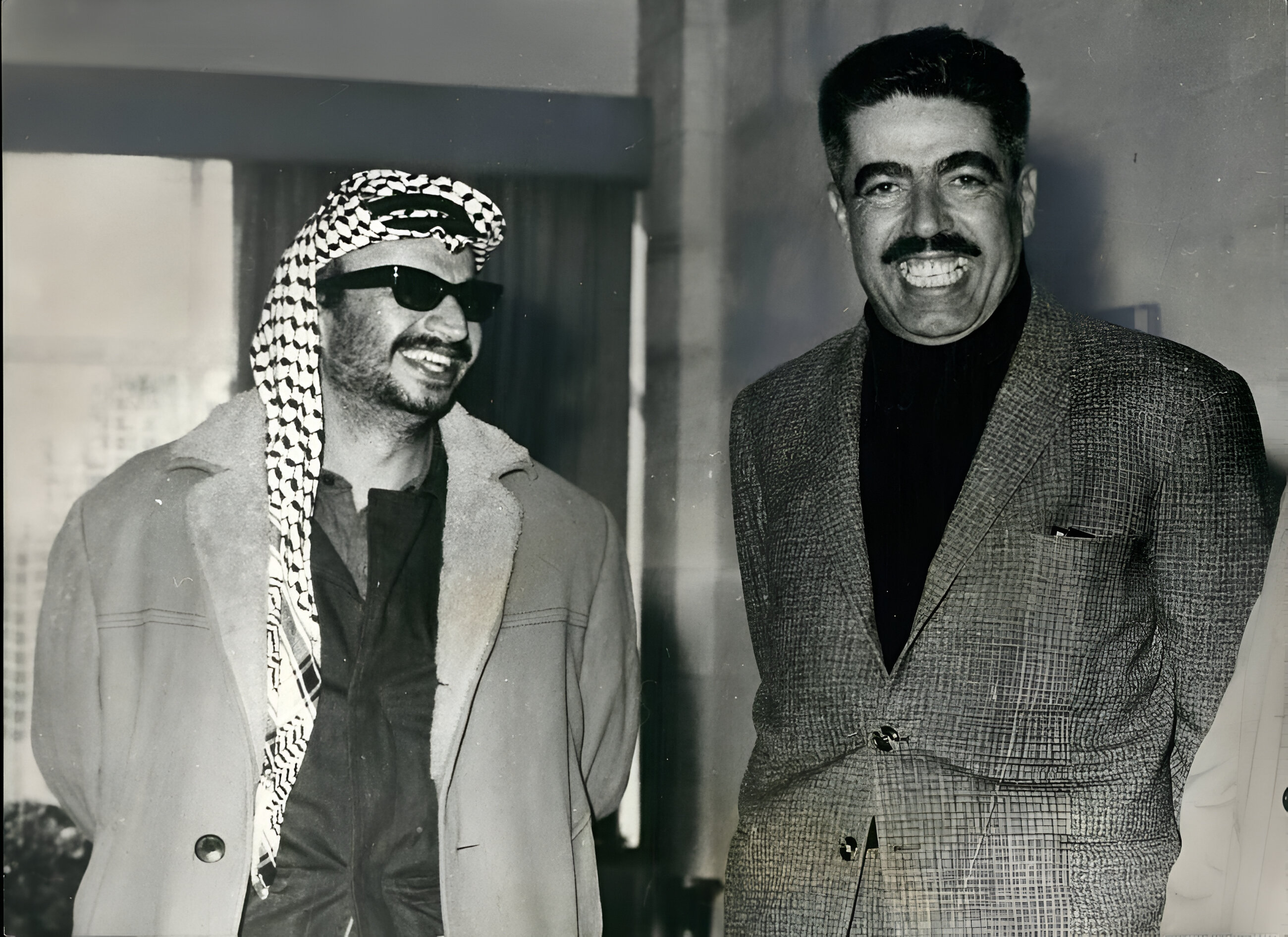
وصفي التل مع ياسر عرفات في 12 ديسمبر 1970.

ويبدو أن وصفي قد تنبأ بوفاته، كما تنبأ والده من قبل بصعوبة الطريق الذي يمشي به في حياته السياسية والعامة وذلك في بواكير عمله بالسياسة عندما قال له: ودربُ الحرِ يا وصفي كدربك غير مأمونة. كما ذكر وصفي في إحدى المقابلات بلهجته العامية وقبل عدة أيام على سفره: «المعركة ضد التهريج والتزوير وضد الخطأ معركة... لا بد يصير إلها ضحايا... بالنسبة للأردن بالذات، من ضحاياها كان هزاع، وبجوز أنا أكون ضحية، وبجوز غيري يصير ضحية... هذي معركة... إذا كنا على حق واجبنا نقدم هالتضحية... المؤامرة التي قتلت هزاع ما أضعفتنا... وإللي بدها تقتلني ما بتضعفناش... والقائمة بتمشي، إذا مات منا سيدٌ قام سيدُ»
غادر وصفي العاصمة عمان متوجهًا إلى القاهرة يرافقه في سفره كل من عبد الله صلاح وزير الخارجية، وغازي عربيات نائب رئيس هيئة الأركان للاستخبارات العسكرية، وجميل نظيف سكرتيره الشخصي، ومرافقه الرائد فايز اللوزي، وثلاثة ضباط لحراسته.، وقد نُصح بأن يرافقه مزيد من الضباط زيادة في الاحتياط، لكن وصفي استكثر مجيء ثلاثة ضباط معه واعتبر ذلك تضييقًا عليه. حمل وصفي معه المشروع الأردني لتحرير فلسطين، فلم يؤمن يومًا بالسلام مع إسرائيل وكان ينظر إلى الصراع العربي الإسرائيلي بأنه صراع وجود، عمل على تكوين جبهة عربية موحدة لمواجهة الصهيونية وإنشاء جيل يؤمن إيمانا عقائديًا برفض الوجود الإسرائيلي على أرض فلسطين، وكان يؤمن أيضًا بأن هذا الصراع لن ينتهي بما يسمى مفاوضات سلام بل سينتهي بانتصار العرب عسكريًا وفكريًا وثقافيًا.

## اغتياله
وصل وصفي إلى مطار القاهرة في 26 نوفمبر 1971 لحضور اجتماعات مجلس الدفاع العربي، وكان حريصًا على حضور الجلسة الأولى التي عقدت صباح يوم السبت، وفي صباح ذلك اليوم مضى وصفي و أعضاء الوفد الأردني إلى مبنى الجامعة العربية، وكانت له لقاءات مع رؤساء الوفود قبل الدخول إلى قاعة الاجتماعات وبدأ الاجتماع وانتهى، عرض فيه وصفي المشروع الأردني في الجلسة الصباحية، ثم عاد برفقة الوفد الأردني إلى فندق شيراتون القاهرة، وكان ذلك اليوم مزدحمًا بالعمل.
| التقرير الذي قُرأَ علينا تقرير واقعي يعتمد على الحساب وعلى العقلانية ويثير بعض الأمل ويبصرنا بحقيقة أن مجموعة الجهد المحشود للمعركة أقل بكثير مما تستحقه المعركة، والتوقيت يعتمد على الجهد المحشود وهذا لا يعني مطلقاً السكوت على العدوان، ومن واجبنا جميعاً الدخول في المعركة بالامكانيات المتوافرة لدينا، والتقرير يبين ان عنصر الوقت عملية مهمة لو توافر المال والمعدات ، ولا ينفع من أجل المعركة ان تكون جبهة قوية متكاملة وأخرى غير قوية متكاملة، فتكامل الجبهات امر ضروري من ناحية التساند العام والآخر الاكتفاء الذاتي لكل جبهة لكسب الوقت في المناورة في داخل الجبهة المعينة، وهذا يحتاج إلى اجتماع عربي على اعلى مستوى وفي غاية الالحاح وفي غاية الاهمية. ومن واجبنا ان نضع خطة للتخطيط وخطة للتزويد وخطة للمعركة ، والتخطيط بحاجة إلى قيادة سياسية وعسكرية ويجب أن يكون جهدنا في المعركة حقيقيا وصحيحا ومحسوبا وليس جهدا وهميا، واي خطأ يرتكب في أي جبهة ينعكس علينا جميعا وعلى المجهود العام. ويؤسفني أن أقول إنه رغم محاولة الأردن المتواصلة للوصول إلى خطة عمل مع المقاومة لغايات التثوير ، فحتى هذه اللحظة لم نصل إلى اي اتفاق ولكني ما زلت واثقاً اننا نستطيع الوصول إلى اتفاق لحظة التثوير وهي خطة فنية معتمدة اساساً على مقررات مجلس الدفاع الموقر واعتقد ان قضية التثوير للاراضي المحتلة اذا احسنَّا تنفيذها فلدينا الرجال ولدينا المعدات والقدرات الفنية ولدينا التصميم والارادة على انجاحها واذا نجحت سيكون لها مردود كبير قد يغير الموقف العام. |
| —الكلمة الأخيرة لوصفي التل في اجتماعات مجلس الدفاع العربي قبل اغتياله |

وفي آخر حديث صحفي لوصفي مع صحيفة النهار اللبنانية، أكد أنّه يعلّق على الاجتماع أهمية قصوى، وأبدى اهتمامه بالتقرير العسكري لرؤساء الأركان لكونه أكثر التقارير العسكرية فهماً وإدراكا، مشيدًا بسعد الدين الشاذلي الذي وضعه، ومعتبرًا إياه شخصية عسكرية ذكية ملمة بأصول المهنة العسكرية.

وفي اليوم التالي 28 نوفمبر 1971 تابع وصفي اجتماعات المجلس وبعض النشاطات الرسمية في القاهرة. وفي نهاية الاجتماع وأثناء عودته إلى الفندق، أغتيل وصفي التل في ردهة فندق الشيراتون في القاهرة في الساعة الخامسة والنصف من مساء ذلك اليوم. فعند وصولهِ إلى الباب تقدم عزت رباح وأفرغ رصاصات مسدسهِ في جسد وصفي وسط ذهول حراسهِ والوزراء العرب الذين سارعوا بالاختباء، اخترقت تلك الرصاصات كتفه الأيسر من الأعلى وأصابت القلب وخرجت من صدره. تمت العملية بنجاح بعد تخطيط جواد أبو عزيزة البغدادي، ومنذر خليفة، وزياد الحلو مع العقل المدبر لهم وهو فخري العمري.

وصفي التل بعد خروجه من اجتماع جامعة الدول العربية تاريخ 28 نوفمبر 1971، قبل اغتياله بلحظات.

أعلنت منظمة أيلول الأسود عن مسؤوليتها عن العملية، وافتخر صلاح خلف (المشهور بالإسم الحركي أبو إياد) لاحقاً بأن منظمته هي التي خططت لقتل وصفي ونفذت ذلك.  تأثر الملك الحسين بشدة لوفاة وصفي التل ورثاه في مساء ذلك اليوم قائلا: «عاش وصفي جنديًا منذورًا لخدمة بلده وأمته، وقضى كجندي باسل فيما هو ماض بالكفاح في سبيلهما برجولة وشرف».
شكل اغتيال وصفي التل لغزًا كبيرًا على المستوى الوطني والإقليمي والعالمي، إذ ذكر الوزير الأسبق عدنان أبو عودة رواية مختلفة تمامًا عن عملية الاغتيال، يرى أبو عودة أن المسلحين الأربعة الذين اغتالوا وصفي قد لعبوا دور الكومبارس للتغطية على القاتل الحقيقي، ودليله على ذلك هو أن وصفي قتلته رصاصة قناص جاءت من خارج الفندق، وهو ما يؤكد على أن المسلحين الأربعة الذين كانوا في ردهة الفندق ما هم إلا للتغطية على الوقائع الحقيقية للجريمة، واصفًا عملية الإغتيال بالمسرحية الهزلية.
أما سعيد التل شقيق وصفي فيقول في مقابلة صحفية: «إن وصفي استشهد برصاصة قنّاص، وقد قال لي سامي قموه، الذي كان يعمل بالسفارة الأردنية في القاهرة، وشاهد جسد وصفي في المستشفى العسكري بالمعادي أنه كان خاليًا من أي آثار للإصابة بطلقات نارية باستثناء موقع القلب والصدر والذي تظهر فيه آثار لرصاصة قد اخترقته».

### الاعتقال والمحاكمة
اعتقل الأمن المصري المنفذين وشرع في التحقيق معهم، وتوجهت أنظار الأمن المصري إلى أبو يوسف النجار وهو الأمر الذي نفاه التحقيق، أعلنت صحف القاهرة وعلى رأس الصفحة الأولى أن المتهم الأول والعقل المدبر للعملية وقائد المجموعة هو المتهم الفار فخري العمري، ومنذ ذلك اليوم بقى فخري العمري مطلوبًا للنظام القضائي الأردني حتى وفاته عام 1991.

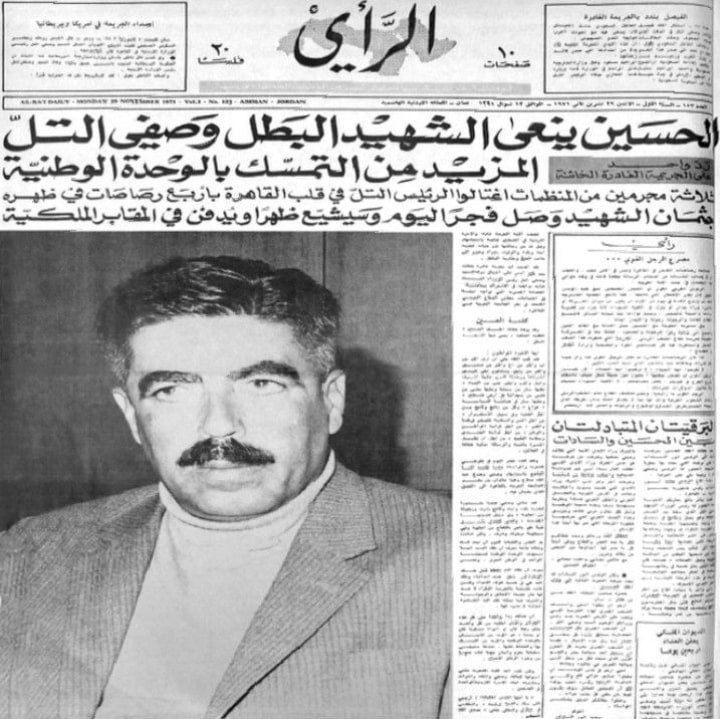
نعي وصفي التل في صحيفة الرأي.

في القاهرة استكمل التحقيق والمحاكمة التي شابها الكثير من العبث، قدم الرجال الأربعة الذين أطلقوا الرصاص من مسدساتهم إلى المحاكمة بعد اعترافهم، لكن تقرير الطب الشرعي أكد أنّ الرصاصة القاتلة لم تكن صادرة عن مسدس، وإنّما خرجت من بندقية قناص محترف أطلقها من مكان مرتفع في البناية المقابلة لمدخل الفندق، وعندما قرأ الرئيس أنور السادات الحيثيات التي توضح أنّ مقتل وصفي لم يكن من مسدسات الأشخاص الأربعة داخل الفندق، وأنّ رصاص المسدسات الذي أطلق على وصفي بعد أن وقع لم يصبه فقد أمر بوقف المحاكمة، قيل أيضًا أن الرئيس الليبي الراحل معمر القذافي تدخل لإطلاق سراح المتهمين. فيما أكد وزير الثقافة الأردني الأسبق طارق مصاروة أن الدلائل تشير إلى أن العقيد معمر القذافي وراء اغتيال وصفي التل وأنه متورط بالفعل في اغتياله، ودعا المجلس الانتقالي الليبي إلى تسليمه ومحاكمته ومحاسبته في قضية التل وفي قضايا أخرى بينها اختفاء الامام موسى الصدر، لافتا إلى معلوماته تفيد بأن القذافي زار مرتكبي عملية اغتيال وصفي التل في سجنهم وحياهم، كما أشار الوزير إلى دور خفي لرئيس منظمة التحرير الاسبق أحمد الشقيري في العملية.
أفرجت السلطات المصرية عن المنفذين للعملية دون عقاب ولا محاكمة، فيما يمكن اعتباره دليلاً على تورط النظام الناصري. كانت معظم الدول العربية ضد الأردن في هذه القضية وكان هناك كره شديد لوصفي التل من الزعماء العرب وذلك بسبب أحداث أيلول الأسود، فالقضية كانت سياسية وليست جنائية. عند جلسة النطق بالحكم ودخول القضاة، جلس القاضي وقال: «بعد الإطلاع على الأوراق وسماع المرافعات والمداولة قانونًا وبعد الإطلاع على المادتين 145 و146 من قانون الإجراءات القانونية قررت المحكمة إخلاء سبيل المتهمين».

### جنازته

جنازة وصفي التل في 29 نوفمبر 1971، ويظهر في الصورة الملك الحسين بن طلال، ووزير الخارجية الأردني عبد الله صلاح.

نقل جثمان وصفي التل إلى عمّان في 28 نوفمبر، وفي اليوم التالي (الاثنين 29 نوفمبر 1971 ) شيّع الآلاف في الأردن وصفي التل من منزله في ضواحي صويلح إلى المقابر الملكية في عمان، كما خرج عشرات الألوف من المواطنين من المدن والبوادي لوداعه واصطفوا على جنبات الطريق الواصل بين مطار عمان المدني في ماركا ودارته في منطقة الكمالية في صويلح لإلقاء النظرة الأخيرة على نعشه بينما سار بعضهم خلف الجثمان الذي نُقل في موكب مهيب محاطًا بالجنود الذين امتطوا السيارات العسكرية المكشوفة، يتقدمهم كبار المسؤوليين في الدولة وعلى رأسهم الملك الحسين حتى وصل موكب الجنازة أخيرًا إلى المقابر الملكية، ودُفن وصفي هناك بعد الصلاة عليهِ في المسجد الملكي.
أعلن الديوان الملكي الأردني الحداد لأربعين يوماً، كما علق دوام المدارس لثلاثة أيام، وامتنع بعض الأساتذة الجامعيين عن إعطاء المحاضرات وقام بعض طلاب الجامعات ومنهم طلاب من الجامعة الأردنية بأعمال شغب ومنعوا الأساتذة الجامعيين من إعطاء المحاضرات. كما عرضت الإذاعة الأردنية أغنية (موطن المجد) التي غنتها فيروز وكانت من الأغاني المفضلة لوصفي.
نُقل جثمان وصفي لاحقًا إلى ساحة بيته في منطقة السرو ـ غرب صويلح بعد أن طلبت زوجته من الملك حسين عندما زار منزلها أن يحقق رغبة وصفي في أن يكون مدفنه في أرضه في منطقة الكمالية، فلبى الملك الحسين رغبتها وأمر بنقل الجثمان فجرًا من المقابر الملكية. يذكر أن منزل وصفي تحول اليوم إلى متحف وطني يزوره الآلاف في كل مناسبة وطنية إحياءً لذكراه.

## رثاءه
كتب الشعراء القصائد في وصفي، ورثاه العديد منهم، أشهرهم الشاعر حيدر محمود الذي كتب عدة قصائد منها «يا دار وصفي» و«ما زال دالية فينا»، يقول حيدر في قصيدة (هو وحده وصفي):

رثاه أيضا الشاعر ماجد المجالي قائلًا:
كما رثاه المقدم المتقاعد والشاعر والإعلامي شفيق ربابعة قائلًا:

## الإرث
في كل عام يحيي الأردنيون  ذكرى اغتياله، حيث تتوافد جموع غفيرة من المواطنين الأردنيين إلى منزل وصفي التل في منطقة الكمالية شمال غرب عمان الذي تحول اليوم إلى متحف وأصبح مزارًا لمحبيه، يزدان المنزل بصور عديدة لوصفي منذ طفولته وحتى التقاط آخر صورة له في المطار قبل سفره إلى القاهرة، ويضم العديد من مقتنياته الخاصة وبدلاته العسكرية والأوسمة التي تقلدها وحتى سيارته الخاصة من طراز الجاغوار التي أهداها له الملك حسين بن طلال خلال فترة رئاسته الأولى للحكومة عام 1962وغيرها من المقتنيات. يذكر أن المتحف الذي أطلق عليه اسم (متحف وصفي وسعدية) افتتح عام 2014 بحضور عدد من كبار المسؤولين في الدولة منهم رئيس مجلس الأعيان ورئيس الديوان الملكي ونائب رئيس مجلس الأعيان وأمين عمان الكبرى وحشد كبير من رجالات الدولة وعائلة وأصدقاء وصفي التل.
| «فقد غاب من بيننا منذ أيام ابن بلدنا البار ورجل الفكر الحر والعقيدة الراسخة دولة رئيس وزرائنا السابق المغفور له السيد وصفي التل . غيبته عنا مؤامرة دنيئة نسجت خيوطها نفوس يستهدف أصحابها فيما يستهدفون اطفاء الشعلة المقدسة للوحدة الوطنية لشعبنا الصامد المكافح في الضفتين خدمة لاعدائنا واعداء أمتنا واعداء القضية المقدسة العادلة . ونفذتها اياد مأجورة لم يعرف أصحابها طعم الرجولة والشرف ولا ذاقوا مع محرضيهم ومستأجريهم مذاق النضال الصادق في سبيل فلسطين . فسقط بالرصاص الغادر فقيدنا الغالي ورفيق دربنا الامين وهو في اوج اندفاعه لتحقيق أماني بلده في توحيد صفوف أمته وحشد طاقاتها وقدراتها لمواجهة تحديات المرحلة واخطارها الكبار . ولان الشهادة في سبيل الله والوطن والقضية هي رأس الامنيات عند كل مواطن في بلدنا .» |
| —الملك الحسين بن طلال ينعى وصفي التل خلال افتتاحه الدورة الخامسة لمجلس الامة الاردني التاسع عام 1971 |

يستذكر الأردنيون في هذه المناسبة مناقبَه ومواقفهُ الوطنية واخلاصه وولائه وعشقه لوطنه وامته العربية ووحدتها، وايمانه بالعمل العربي المشترك والتصدي للاخطار التي تحيط بالأمة العربية، وكيف كان منافحا عن قضايا الأمة، مؤمنا بعدالة القضية الفلسطينية وفي كفاحها ومقاومتها المشروعة ضد الاحتلال ويلقون الخطب والقصائد في مدحه.
كما يحي طلاب الجامعات الأردنية ذكرى اغتياله ويهتفون له، حيث تم إنشاء تيار «الوصفيون الجدد» و«أبناء الحراثين» في الجامعات، وتقوم قائمة «النشامى» في كلاً من الجامعة الأردنية واليرموك والعلوم والتكنولوجيا في كل عام بإحياء ذكرى اغتياله في عدة كليات. وتم إنشاء غابة ومدرج في كلية العلوم في الجامعة الأردنية وعدة شوارع وميادين تكريماً له.
قام مركز التوثيق الملكي الأردني الهاشمي بالتعاون مع الديوان الملكي ودارة الشهيد وصفي التل بترميم وتوثيق مجموعة من الوثائق والصور والمذكرات الخاصة بوصفي التل وعددها (17,818) وثيقة. احتوت هذه الوثائق على عدة مواضيع،  منها مجموعة من الصور وعددها (3,705)، لطفولته وشبابه مع الملك الحسين ، وصور لمناصبه ومسؤولياته الوطنية، اغتياله، بالإضافة إلى صور متفرقة لمواضيع أخرى، ودفاتر مذكرات يومية بخط يد وصفي التل وعددها 6 بعدد صفحات 538 صفحة، ورسائل وكتب تتعلق بعمله بالسفارات الأردنية بالخارج، وأوراق تتعلق باتحاد الدول العربية والمؤتمر العربي، وصحف ومجلات عربية وعالمية التي تناولت حادثة الاغتيال، بالإضافة إلى وثائق ورسائل خاصة تتعلق بزوجه وصفي التل (سعدية الجابري).
في عام 2021 ومع الذكرى الخمسين لاغتياله؛ تصدر هاشتاغ #وصفي_التل موقع التغريدات تويتر في الأردن. وأصدرت صحيفة الدستور الأردنية ملحقًا خاصًا بهذه المناسبة من 8 صفحات يعرض أبرز الأخبار في الصحف وقت اغتياله.

## حياته الشخصية

### نسبه
ينتمي وصفي التل إلى عشيرة التل التي تقطن شمال الأردن وخصوصاً في مدينة إربد، تعد عشيرة التل من الأشراف، وتعود بجذورها إلى قبيلة الزيادنة، فهم بنو زيدان من بني زيد بن الحسن بن علي بن أبي طالب بن عبد المطلب، قدموا من الحجاز ومنهم الأمير ظاهر العمر الزيداني الذي حكم عكا، وحوران، وطبرية وشمال الأردن منذ بداية القرن الثامن عشر وحتى عام 1775، وبعدها قاتلتهم الحكومة العثمانية وأمرت أحمد باشا الجزار بإبادة الزيادنة من بلاد الشام خوفاً من امتداد إمارة الزيادنة واستقلالها، فتفرقوا في البلاد وأخذوا يغيرون اسماءهم تخفياً من الجزار وجيشه الذي ارتكب أبشع المجازر في قتل الزيادنة وأعوانهم.

### عائلته
ولد وصفي يحمل اسماً مركباً هو «صالح وصفي» تيمناً باسم جده لأبيه صالح المصطفى التل. والدته هي «منيفة إبراهيم بابان» من أصول كردية عراقية ولدت في مدينة السليمانية شمال العراق، تزوجها والده عام 1919 (وكان يبلغ من العمر عشرين عاماً)، توفيت عام 1951. أخوته الأشقاء هم : معين (متوفي - طبيب، مستشفى البشير سابقًا ورئيس قسم العيون فيه)، ومريود، وسعيد، وعبد الله وشاكر (توفي طفلا).
أما أخوته غير الأشقاء فهم: صايل (متوفي - والد سفير الأردن الأسبق في المكسيك محمد صايل التل) وعليا (متوفية)، وطه، وصفية، وأمهم هي (عوفة ملوص الجبر السرحان) من المفرق - قرية مغير السرحان، تزوجها مصطفى التل عام 1930.

### أسرته وزواجه
تزوج وصفي في 18 نوفمبر 1950 بعد أن تجاوز الثلاثين من عمره من سعدية الجابري ذات الأصول الحلبية (ابنة الزعيم السوري إحسان الجابري) وكانت تكبره بعدة سنوات، تعرف عليها أثناء عمله في المكتب العربي في القدس. عقد قرانه عليها في بيت زميله وصديقه حمد الفرحان، كانت سعدية زوجة سابقة للزعيم الفلسطيني موسى العلمي في الأربعينيات. كلفها الملك الحسين بإدارة متحف الأردن، وكان مقره في المدرج الروماني بوسط البلد، فعملت على جمع التراث الأردني، والأثواب التقليدية للمرأة الأردنية في إربد، والسلط، ومادبا، والكرك، ومعان، وبقية المدن الأردنية، في الريف والبادية. تحدثت سعدية عن عشق وصفي للأولاد، وأخبرته أنها لا تمانع من أن يتزوج ليكون له ذرية، لكن وصفي كان يرفض رفضاً مطلقاً ويقول: كل أبناء الأردن أولادي أنا أكثركم نسلاً.
توفيت السيدة سعدية عام 1995 وكانت قد أوصت بتحويل بيتها إلى متحف. يُذكر أن وصفي التل لم ينجب أطفالاً.

## أعماله الأدبية
ألف وصفي التل كتابين هما:
- فلسطين دور العقل والخلق في معركة التحرير، (1967)، نشرته وزارة الثقافة الاردنية.[117][118][119]
- كتابات في القضايا العربية، نشرته جريدة اللواء الأسبوعية، ضم معظم إنتاجات وصفي التل الكتابية، كما نشرته وزارة الثقافة عام 2010.[120][121]

## أوسمة
- الأردن: وسام الاستقلال من الدرجة الثانية من الملك حسين (1958).[122]
- الأردن:  وسام النهضة من درجة وشاح خاص (الدرجة الأولى).[123]
- ماليزيا: القائد الفخري الكبير بصفة المدافع عن العالم (1965).[124]

## في الأدب والثقافة
صدرت عدة كتب تناولت السيرة الذاتية لوصفي التل، سلطت الضوء على طفولته ونشأته مرورًا بأبرز المحطات في مسيرته المهنية والعسكرية وحتى أغتياله:
- 1986: (أعلام من الأردن) للكاتب سليمان موسى. صدر الكتاب في جزئين: الأول (1986) واشتمل على سيرة ثلاثة رؤساء هم: هزاع المجالي وسليمان النابلسي ووصفي التل، بينما اشتمل الجزء الثاني (1993) سيرة رئيسن هما:  توفيق أبو الهدى وسعيد المفتي.[125]
- 1994: (الخط الاخضر بين الأردن وفلسطين : سيرة وصفي التل السياسية) للكاتب أشر سسر، ترجمه عن العبرية جودت السعد.[126]
- 2008: (وصفي التل في مجابهة الغزو الصهيوني) للكاتب ناهض حتر، صدر عن مؤسسة الانتشار العربي، بيروت (لبنان). صدرت منه طبعتين الأولى عام 1997 والثانية عام 2008. يُعتبر هذا الكتاب السيرة الأكثر دقة لحياة وصفي بحكم أن مؤلف الكتاب (ناهض حتر) هو أحد أقوى الكتاب الأردنيين في العصر الحديث ونقل من الكاتب جورج حداد كتابات وصفي التل التي كان يكتبها،[127]
- 2009: (وصفي التل ..أخو عليا) للكاتب مالك سويدان، صدر عن  دار الرائد للنشر والتوزيع في عمان. يتناول الكتاب سيرة وصفي متناولاً محطات حياته وبالتفصيل منذ طفولته ودراسته إلى عمله بالمكتب العربي في القدس ومشاركته في الحرب 1948 مع جيش الإنقاذ بقيادة فوزي القاوقجي ثم عمله بالوظائف الحكومية إلى أن أصبح رئيسًا للوزراء حتى اغتياله في مصر عام 1971.[128][129]
- 2016: (وصفي التل..مشروع لم يكتمل) للكاتبة ملك التل.[130]

## من أقواله
- حينما يتعلّق الأمر بالوطن. لا فرق بين الخيانة والخطأ لأن النتيجة هي ذاتها.
- لا مكان للفساد ولا مكان للرشوة.. ولا مكان لتلون وجوه الميدان فقط للصابرين الصادقين.. ذوي الرأي الجريء الصريح.
- الي ما يِقبل البلد بضيقها البلد ما تِقبله بعزّها.